# Барантон Сел
Барантон Сел (фр. Barenton-Cel) насеље је и општина у североисточној Француској у региону Пикардија, у департману Ен (Пикардија) која припада префектури Лаон.
По подацима из 2011. године у општини је живело 131 становника, а густина насељености је износила 19,58 становника/km². Општина се простире на површини од 6,69 km². Налази се на средњој надморској висини од 67 метара (максималној 106 m, а минималној 63 m).

## Демографија
| 1962. | 1968. | 1975. | 1982. | 1990. | 1999. | 2011. |
| ----- | ----- | ----- | ----- | ----- | ----- | ----- |
| 69    | 108   | 129   | 147   | 141   | 133   | 131   |

График промене броја становника у току последњих година